# ACROS Fukuoka
L'ACROS Fukuoka (アクロス福岡?) è un edificio situato nel quartiere Tenjin di Fukuoka, in Giappone. Il termine ACROS è l'acronimo di Asian CrossRoad Over the Sea. Inaugurato nell'aprile 1995, dopo più di tre anni di cantiere e progettato dall'architetto argentino Emilio Ambasz, ospita al suo interno una sala per concerti, sale congressi, un centro di informazione culturale rivolto ai turisti, uffici governativi e privati e una galleria d'arte tradizionale.
La facciata rivolta a sud è scandita da una serie di giardini pensili ricoperti da vegetazione che fanno di quest'edificio uno dei primi esempi di architettura ecologica.

## Il progetto
(Emilio Ambasz intervistato da Roberto Maci, New York 2 aprile 2009)
Il progetto propone una soluzione nuova ad uno dei problemi urbani più ricorrente ovvero conciliare la necessità di costruire ed edificare con il bisogno del pubblico di avere ampi spazi verdi. Ciò è soddisfatto da un'unica struttura che crea un innovativo modello agro-urbano.

### I giardini terrazzati
Se il lato nord è caratterizzato da una facciata tipica di un edificio situato su una delle vie più prestigiose di un distretto finanziario, il lato sud amplia l'esistente parco (Tenjin central park) grazie a una serie di giardini terrazzati ricoperti da una folta vegetazione che si arrampica per tutta l'altezza dell'edificio, culminando in un belvedere che offre una vista sulla zona circostante e sulla vicina area portuale.
Le 15 terrazze sono aperte al pubblico e ospitano una serie di giardini (che occupano un'area di circa  5.400 m²) per la meditazione e il relax, luoghi adatti a fuggire dal caos e dalla congestione urbana. Il terreno e la vegetazione hanno un effetto isolante, contribuiscono a mantenere bassa la temperatura dell'edificio e le emissioni di CO2.
Al termine dei lavori di costruzione si contavano 76 diverse varietà per un totale di circa 35.000 piante ma, con il trascorrere degli anni, gli uccelli e gli agenti atmosferici, hanno contribuito ad aumentare la biodiversità, introducendo in questo micro ecosistema semi di nuove specie (ad oggi si contano 120 varietà per un totale di 50.000 piante).

## Ambienti interni e servizi principali
L'interno dell'edificio consiste in un imponente atrio illuminato con luce naturale che scandisce sui diversi piani (14 fuori terra e 4 sotterranei) spazi multifunzionali pubblici (38.629 m²) e privati (58.774 m²).

### Fukuoka Symphony Hall
La Fukuoka Symphony Hall è una sala per concerti di grandi dimensioni a pianta rettangolare, detta shoe-box, "a scatola da scarpe". Conta 1867 posti a sedere disposti su 3 piani e può ospitare sia eventi musicali (orchestre sinfoniche e gruppi da camera) che conferenze accademiche.

### Centro di informazione culturale
Al servizio dei turisti, il centro di informazione culturale offre informazioni sulle 7 prefetture dell'isola di Kyūshū: luoghi di interesse storico-culturale, festival, concerti ed eventi.

### Galleria Takumi
La Galleria Takumi ospita un'esposizione permanente di arte ed artigianato tradizionali. Vengono inoltre organizzate settimanalmente delle mostre temporanee durante le quali artigiani ed artisti locali esibiscono le proprie tecniche ed i propri lavori.

## Galleria d'immagini

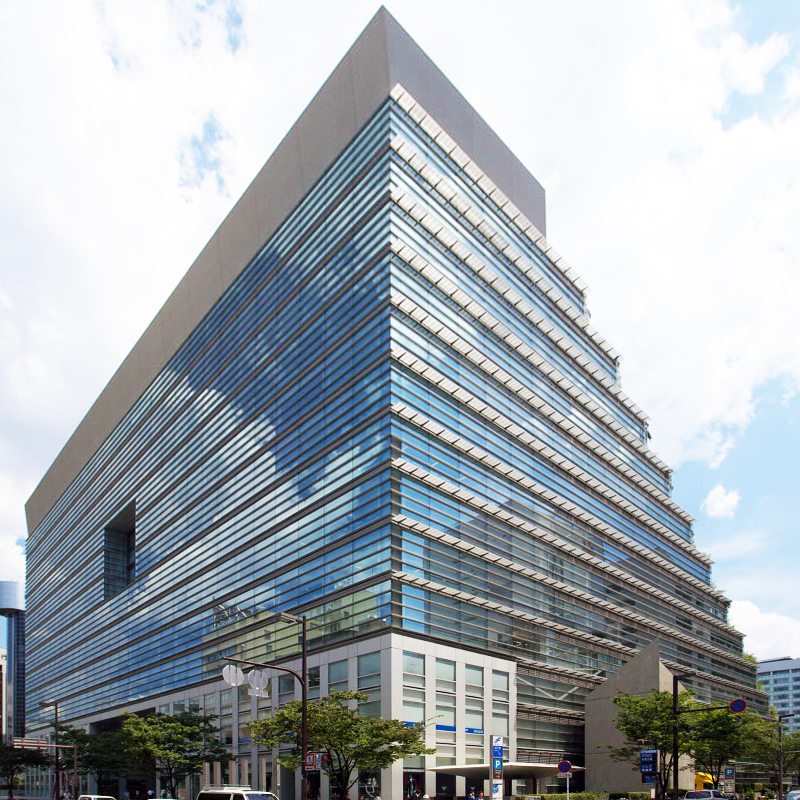
Facciata nord
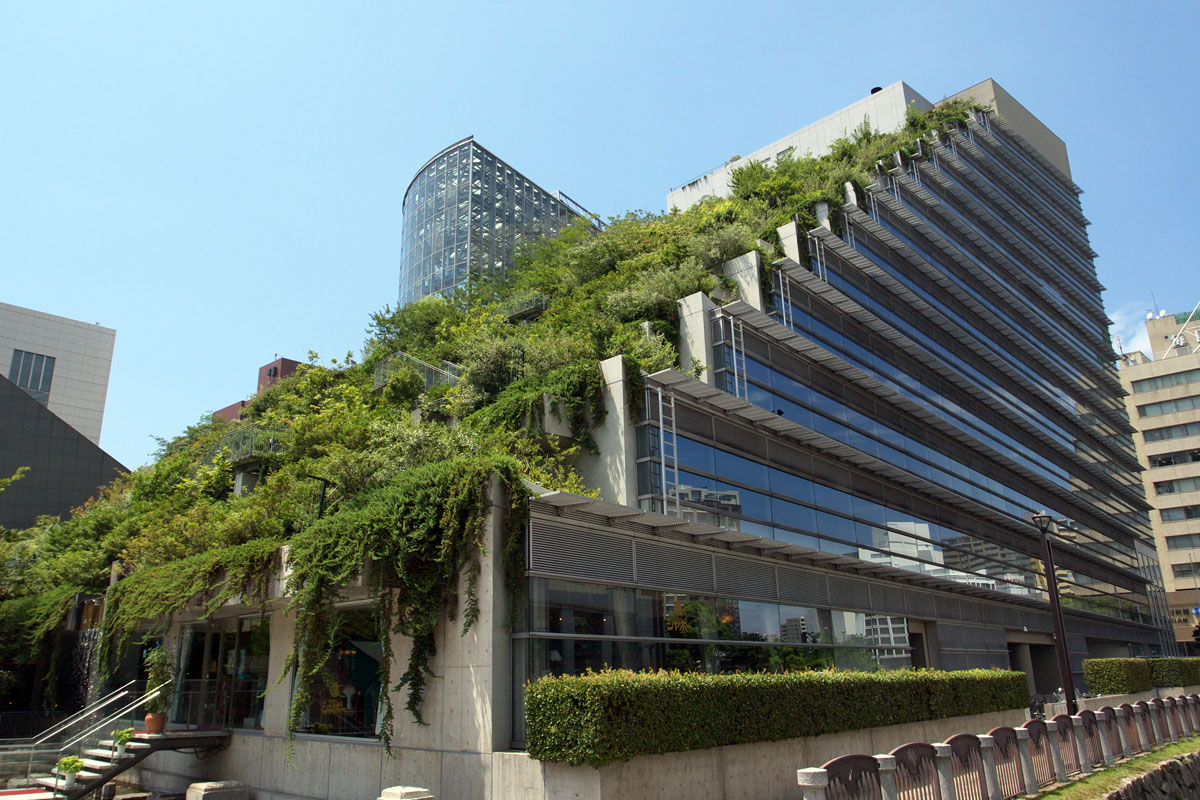
Giardini terrazzati
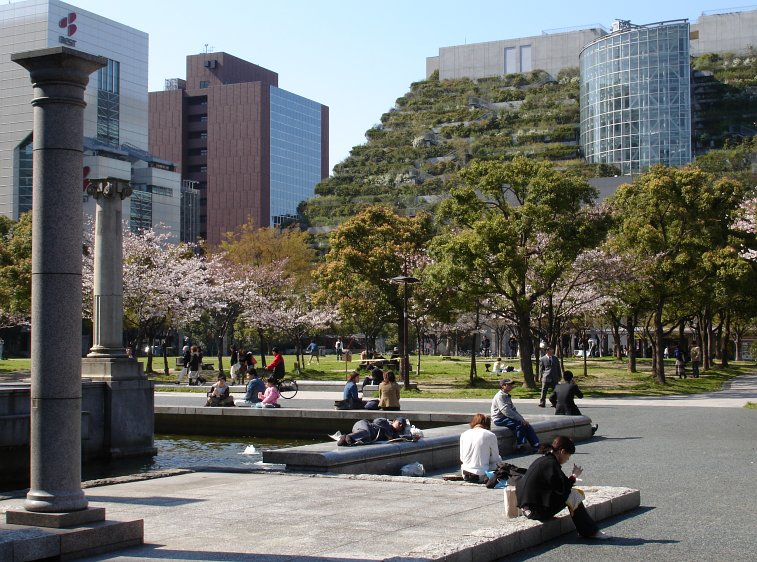
Vista dal parco Tenjin